# Ivar Formo
Ivar Formo, né le 24 juin 1951 à Oslo et mort le 26 décembre 2006, est un fondeur norvégien, champion olympique en 1976.

## Biographie

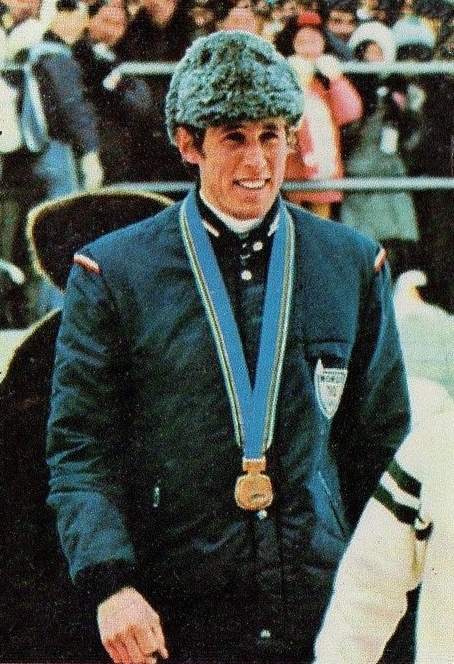
Ivar Formo en 1972.

Ivar Formo se révèle en devenant champion d'Europe junior du quinze kilomètres en 1971.
Aux Jeux olympiques d'hiver de 1972, il prend la médaille de bronze au quinze kilomètres et celle d'argent au relais.
Aux Jeux olympiques d'hiver de 1976, il remporte le titre sur le cinquante kilomètres et une nouvelle médaille d'argent sur le relais. Il décroche aussi deux médailles de bronze en relais aux Championnats du monde 1974 et 1978. Dans le Festival de ski d'Holmenkollen, il est deuxième du cinquante kilomètres en 1974, 1975 et 1977.
Il est aussi actif en course d'orientation, remportant la médaille de bronze aux Championnats du monde 1974 sur le relais.
Il reçoit le Prix Egebergs Ærespris en 1973, pour ses performances dans deux sports et la Médaille Holmenkollen en 1975.
Il travaille ensuite dans la Fédération internationale de ski, où il préside le comité ski de fond.
Le 26 décembre 2006, il était en train de skier sur le lac Store Sandungen lorsqu'il s'est noyé. La police a retrouvé son corps le soir même.

## Palmarès

### Jeux olympiques
| Épreuve / Édition | Sapporo 1972 | Innsbruck 1976 |
| 15 km             | Bronze       | 5e             |
| 30 km             |              | 11e            |
| 50 km             |              | Or             |
| 4 × 10 km         | Argent       | Argent         |

### Championnats du monde
| Épreuve / Édition | Falun 1974 | Lahti 1978 |
| 15 km             | 6e         |            |
| 4 × 10 km         | Bronze     | Bronze     |